# Willow Smith
 "Willow" omdirigeres hertil. For filmen, se Willow (film).
 Der er for få eller ingen kildehenvisninger i denne artikel, hvilket er et problem. Du kan hjælpe ved at angive troværdige kilder til de påstande, som fremføres i artiklen.

Willow Camille Reign Smith (født 31. oktober 2000), kendt under mononymet Willow (stiliseret som WILLOW), er en amerikansk sanger og skuespiller.Hun er datter af Will Smith og Jada Pinkett Smith. 
Hun har en storebror, Jaden Smith, og en halvbror, Trey Smith. Hendes første hit var sangen "Whip My Hair", som udkom i september 2010. Musikvideoen er instrueret af den norske instruktør Ray Kay. I 2011 lavede hun et nyt hit der hedder "21st Century Girl".

## Diskografi
- Ardipithecus (2015)
- The 1st (2017)
- Willow (2019)
- Lately I Feel Everything (2021)
- Coping Mechanism (2022)

Samarbejdsalbum
- The Anxiety (2020) (med Tyler Cole)

## Filmografi
| År        | Titel                           | Rolle          | Noter                |
| --------- | ------------------------------- | -------------- | -------------------- |
| 2007      | I Am Legend                     | Marley Neville |                      |
| 2008      | Kit Kittredge: An American Girl | Countee Garby  |                      |
| 2008      | Madagascar: Escape 2 Africa     | Baby Gloria    | Stemme               |
| 2009      | Merry Madagascar                | Abby           | Stemme               |
| 2009–2010 | True Jackson, VP                | Young True     | Nickelodeon tv-serie |